# لورنس بوون
لورنس بوون (بالفرنسية: Laurence Boone)‏ هي اقتصادية فرنسية، ولدت في 15 مايو 1969.